# Pagoda Junjan, Sudžov
Pagoda Junjan ali tempelj Junjan, tudi pagoda na Tigrovem hribu ali pagoda Hučju, je kitajska pagoda, ki stoji na Tigrovem hribu (Hučju) v Sudžovu v provinci Džjangsu na vzhodu Kitajske. Imenujejo jo tudi »kitajski poševni stolp«.

## Zgodovina
Pagoda Junjan je glavna pagoda nekdanjega templja Junjan, ki je bil ustanovljen leta 327 in zadnjič obnovljen leta 1871 po uporu Taipingov. Tempelj je bil v zaporednih vojnah poškodovan, večina templja pa je bila uničena med drugo kitajsko-japonsko vojno in kitajsko državljansko vojno, po kateri je bil zapuščen. Nekateri elementi templja, kot so formalni vhod, pagoda in več drugih stavb ter manjših svetišč, so se ohranili in danes stojijo kot znamenitosti v parku Tigrov hrib.
Gradnja pagode se je začela leta 907 med obdobjem petih dinastij med dinastijama Tang in Song. Takrat so Sudžovu vladali goreči budistični kralji države Vujue s sedežem v Hangdžovu. Gradnja je bila končana leta 961, po vključitvi Vujueja v cesarstvo Song.
Najvišja nadstropja pagode so bila zgrajena kot prizidek med vladavino cesarja Čongdžena (1628–1644), zadnjega cesarja dinastije Ming.

## Opis
Pagoda Junjan se dviga do višine 47 m. Ima sedem nadstropij in je osmerokotnega tlorisa, zgrajena pa je bila z zidano konstrukcijo, ki je bila zasnovana tako, da posnema lesene pagode, ki so bile takrat razširjene.
V več kot tisoč letih se je pagoda zaradi naravnih sil postopoma nagibala. Zdaj se vrh in dno stolpa razlikujeta za 2,32 metra. Celotna konstrukcija tehta približno 7.000.000 kilogramov, podpirajo pa jo notranji opečni stebri. Vendar pa se pagoda nagiba za približno 3 stopinje zaradi razpok dveh nosilnih stebrov.
Pagoda se nagiba, ker so bili temelji prvotno napol iz skale in napol iz zemlje. Leta 1957 so si prizadevali za stabilizacijo in preprečitev nadaljnjega nagibanja. V zemljo so vlili tudi beton, kar je ustvarilo močnejše temelje. Med postopkom ojačitve so našli kamnito skrinjico z budističnimi spisi. Na posodi je bil napis, ki je označeval datum dokončanja pagode kot 17. dan 12. lunarnega meseca 2. leta obdobja Džjanlong (961).

## Pagoda danes
Pagoda Junjan je označena kot pomembno nacionalno zgodovinsko in kulturno območje v Džjangsuju. Od septembra 2010 javni dostop do vrha stolpa ni več dovoljen.